# Estación de Villefranche-sur-Saône
La estación de Villefranche-sur-Saône es una estación ferroviaria francesa de la línea París - Marsella, situada en la comuna de Villefranche-sur-Saône, en el departamento de Ródano, en la región de Auvernia-Ródano-Alpes. Por ella transitan únicamente trenes regionales.

## Historia
La estación fue abierta el 10 de julio de 1854 con la puesta en marcha del tramo Châlon-sur-Saône - Lyon por parte de la Compañía de los Ferrocarriles de París a Lyon y al Mediterráneo. 

## Descripción
La estación, un edificio formado de tres plantas con alas laterales, se compone de cinco vías y de tres andenes, uno lateral y dos centrales.
Dispone de atención comercial toda la semana y de máquinas expendedoras de billetes. 

## Servicios ferroviarios

### Regionales
Los TER Ródano Alpes recorren el siguiente trazado:
- Línea Mâcon - Valence / Lyon.
- Línea Mâcon / Dijon - Grenoble / Lyon.
- Línea Villefranche-sur-Saône - Vienne.